# Melito di Porto Salvo
Melito di Porto Salvo (Mèlitu in calabrese; Μέλιτος in greco-calabro) è un comune italiano di 10 348 abitanti della città metropolitana di Reggio Calabria in Calabria.

## Geografia fisica
Il centro storico di Melito, posto a sud-est di Reggio Calabria, sorge su una collina a 85 metri s.l.m., detta colle Calvario, che digrada dolcemente verso il Mar Ionio. Il Municipio sorge a 24 metri s.l.m.
Melito fa parte dell'Area metropolitana di Reggio Calabria. È il comune più a sud dell'Italia peninsulare.

### Idrografia
Il territorio comunale è attraversato da alcune fiumare: il torrente Tuccio, ad est, separa il capoluogo comunale dalla frazione di Pilati; la fiumara Tabacco, ad ovest, è interposta tra il capoluogo e la frazione di Annà. Il torrente Marosimone, di più modesta importanza, attraversa il paese.

## Storia
Secondo gli storici locali (tra cui R. Cotroneo) la località era sicuramente abitata in epoca tardo-romana, anche se la conferma di tale assunto è data solamente dal ritrovamento nella parte più antica (presso la collinetta Calvario) di una necropoli del V-VI secolo d.C. Si suppone inoltre che in tale periodo il posto fosse una stazione di scambio e riposo per chi viaggiava da Reggio Calabria a Locri (Decastadium).
Secondo la storia popolare, nel 1600 un quadro con l'effigie della Vergine Maria è stato trovato sulla spiaggia, giunto dal mare e ritrovato da marinai; sul luogo del ritrovamento i Melitesi edificarono un santuario. Il quadro fu tenuto nei pressi del ritrovamento,in una edicola posta dove oggi sorge una nicchia, e poi fu portato nella chiesa dei Santi Pietro e Paolo di Pentedattilo durante i lavori di costruzione del santuario. Nel 1680 fu costruito il santuario e, per un antico voto del marchese Domenico Alberti, fu deciso che il quadro della Madonna ritorni a Pentedattilo il 25 marzo di ogni anno, per poi scendere l'ultimo sabato del mese di aprile.
Con l'eversione della feudalità, le terre di Melito e Pentedattilo furono acquistate dai Ramirez, famiglia di origine spagnola che intensificò la produzione agricola introducendo agrumeti, vigneti e colture più pregiate come quella del bergamotto.
Nella seconda metà del XIX secolo fu ultimato il trasferimento di tutte le istituzioni civili e religiose da Pentedattilo a Melito.
Sulla spiaggia melitese di Rumbolo il 19 agosto 1860 avvenne lo sbarco dei Mille di Giuseppe Garibaldi che, dopo aver occupato la Sicilia, puntavano alla conquista delle terre del regno borbonico "al di qua del Faro". Un secondo, meno fortunato, sbarco dei garibaldini avvenne il 25 agosto 1862, quando giunsero in Calabria con l'intento di muovere alla conquista di Roma ancora soggetta al Papa: una stele commemorativa ed un mausoleo ricordano questo secondo sbarco. Il piroscafo a vapore Torino, affondato dai Borboni durante lo sbarco dei garibaldini, giace sul fondale a 12 m di profondità.
Nell'estate del 1943 subì pesanti bombardamenti degli Alleati.

### Simboli
Lo stemma del comune di Melito di Porto Salvo è stato concesso con decreto del presidente della Repubblica del 22 luglio 1982.
(D.P.R. 22.07.1982)
Il gonfalone è un drappo partito di azzurro e di giallo.

## Monumenti e luoghi d'interesse

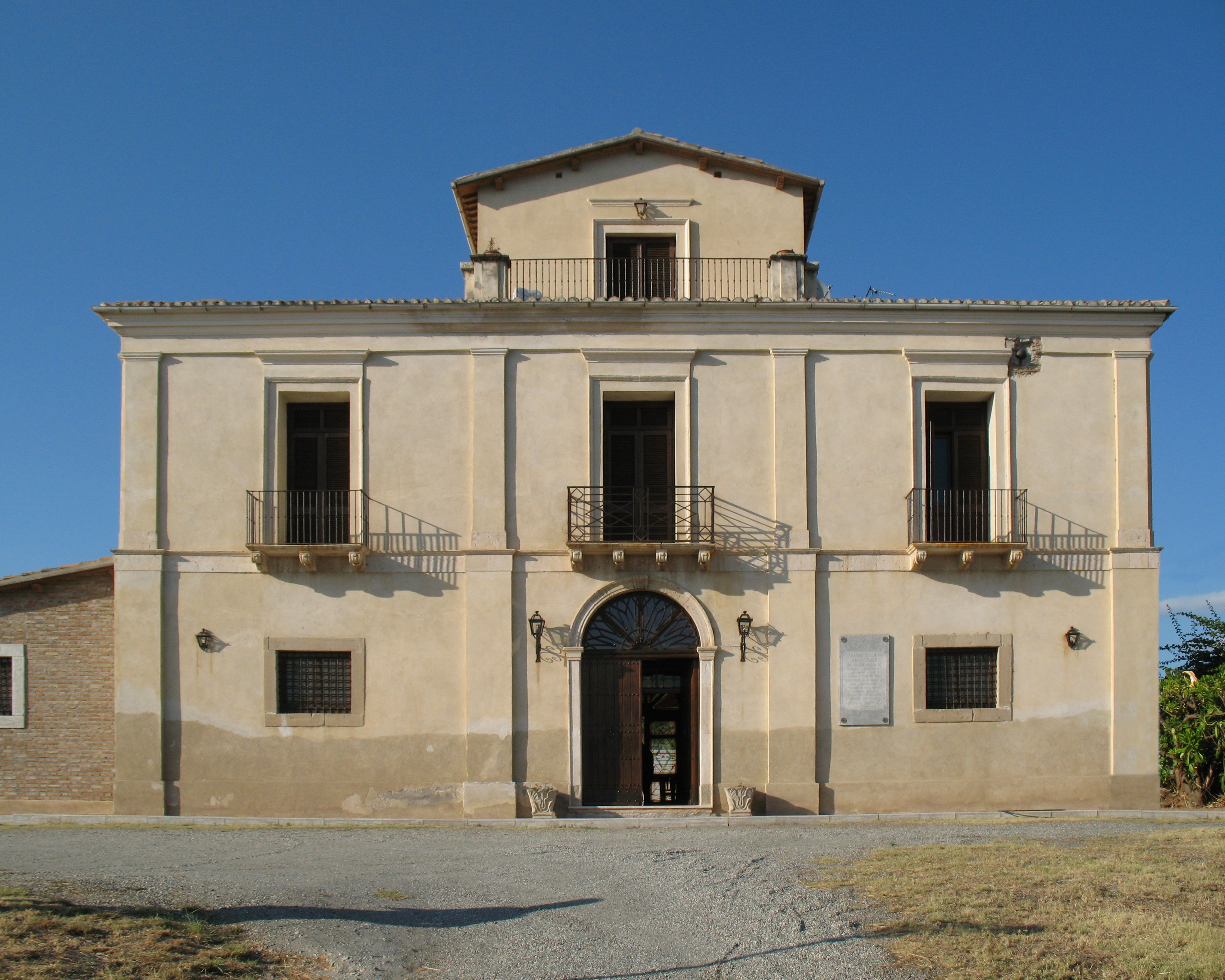
Casina Ramirez (anche “dei Mille”) dove sostò Garibaldi; in alto a destra i segni del il colpo di cannone della nave borbonica Fulminante

### Architetture religiose
- Santuario di Maria SS di Porto Salvo
- Chiesa arcipretale dell'Immacolata Concezione
- Chiesa di San Giuseppe
- Chiesa di San Giuseppe (in frazione Annà)
- Chiesa di San Giovanni Battista (in frazione Prunella)
- Chiesa dell'Addolorata (in frazione Prunella)
- Chiesa protopapale dei Santi Pietro e Paolo (in frazione Pentedattilo)
- Chiesa della Candelora (in frazione Pentedattilo)
- Chiesa della Madonna del Carmine (in frazione Pilati)
- Chiesa della Madonna delle Grazie (in frazione Caredia)

### Architetture civili e militari
- Torre Saracena (nella parte più alta del paese vecchio, del 1550 circa)
- Torre di Musa (anch'essa risalente a circa il 1550)
- Sacrario Garibaldino
- Casina dei Mille, dove soggiornarono i garibaldini nel 1861 e furono cannoneggiati dalle truppe della marina borbonica
- Mercato coperto, costruito nel periodo fascista
- Palazzo Alberti (del 1667)
- Castello di Pendetattilo, di epoca romana[8]

Aree Archeologiche
Stele di Mitra (Neolitico),Insediamento rupestre Maiorana,Relitto Piroscafo Torino Sbarco dei Mille Garibaldi

### Statue

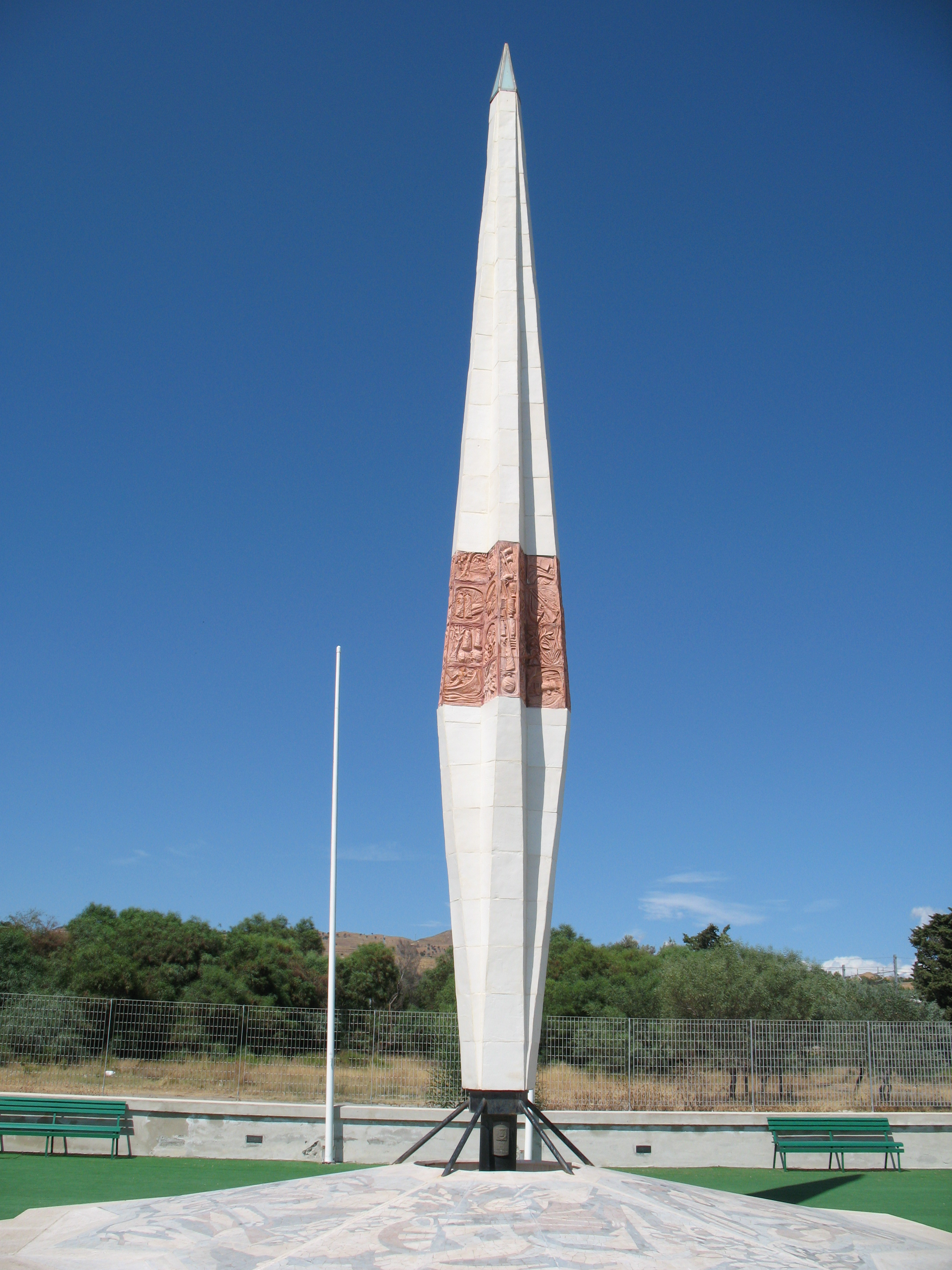
Stele commemorativa dello sbarco garibaldino

La stele garibaldina, costruita sul lungomare in contrada Rumbolo in sostituzione di una più antica, ricorda il luogo in cui i Mille di Giuseppe Garibaldi sbarcarono il 19 agosto 1860. Ai caduti di tutte le guerre sono dedicati il monumento in corso Garibaldi e la lapide in viale delle Rimembranze.
Sul lungomare, di fronte al santuario di Porto Salvo, si trova una scultura ritraente la Madonna.

## Società

### Evoluzione demografica
Abitanti censiti

### Etnie e minoranze straniere
Secondo i dati ISTAT al 31 dicembre 2009 la popolazione straniera residente era di 602 persone. Le comunità nazionali più numerose sono:
- India 167 1,46%
- Romania 164 1,43%

## Cultura
Musei
Museo Garibaldino
Museo Laboratorio Delle Tradizioni Popolari
Casa-Museo del Bergamotto

### Istruzione

#### Scuole
Nel comune vi sono un istituto comprensivo con scuola dell'infanzia, scuola primaria e scuola secondaria di primo grado e un istituto di istruzione superiore con scuola secondaria di secondo grado.

## Geografia antropica
Negli anni settanta parte del territorio comunale di Melito di Porto Salvo  è stato conferito al comune di Roghudi, allo scopo di costruire un abitato di nuova fondazione (denominato Roghudi Nuovo) dove trasferire gli abitanti e la sede comunale di Roghudi (Vecchio) situato sulle pendici meridionali dell'Aspromonte e abbandonato a seguito di due alluvioni verificatesi nel 1971 e nel 1973.
L'abitato che va da Musa e Annà fino a Pilati e che raggiunge il quartiere Pallica costituisce un vero e proprio agglomerato urbano che raccoglie la maggior parte delle abitazioni e dei servizi del comune.

### Divisione del territorio
Melito di Porto Salvo è suddivisa nelle seguenti contrade e frazioni (tra parentesi il nome in greco-calabro):
- Melito centro (Melitos)
- Paese Vecchio
- Marina
- Sbarre
- Porto Salvo
- Rumbolo
- Lembo (Lemvos)
- San Leonardo
- Annà (Anne)
- Musa (Mussa)
- Placanica (Plakanike)
- Giachindi
- Pentidattilo (Pentadaktylos)
- Pilati
- Pallica (Pallike)
- Armà
- Prunella (Melito di Porto Salvo)
- Caredia (Karydia)
- Lacco (Lakkos)
- Musupuniti (Mussuponites)

## Economia
All'agricoltura, che durante gli anni settanta ha puntato sulla coltivazione del bergamotto, si affianca oggi una timida apertura al turismo balneare.

## Infrastrutture e trasporti

### Strade
Il comune è servito dalla Strada statale 106 Jonica Reggio Calabria-Taranto, il cui vecchio tracciato attraversava il centro abitato e ancora oggi porta il nome di via Nazionale; è inoltre il punto di arrivo della strada statale 183 e della strada provinciale 3 Aspromonte - Jonio.

### Ferrovie
La stazione di Melito di Porto Salvo fa parte della linea ionica Reggio Calabria-Metaponto-Taranto, a doppio binario ed elettrificata fino a Melito, mentre per il restante tratto è a singolo binario e non dotata di elettrificazione. La stazione di Melito è la prima stazione sul lato ionico del Servizio ferroviario suburbano di Reggio Calabria. Dalla fine del 2007 è stato istituito il servizio ferroviario suburbano di Reggio Calabria che garantisce una corsa ogni 30 minuti verso Reggio Calabria ed una corsa ogni ora fino a Rosarno.

## Amministrazione
Il Consiglio dei Ministri n. 74 del 27/03/2013, su proposta del ministro dell'Interno Anna Maria Cancellieri, ha deliberato lo scioglimento, (per la terza volta) del Consiglio comunale di Melito di Porto Salvo ai sensi della normativa antimafia. Tale scioglimento è avvenuto in seguito all'arresto del sindaco Gesualdo Costantino il 12 febbraio 2013 per associazione mafiosa. Costantino è stato scarcerato, in attesa di processo, a giugno del 2016.